# تشارلز غوردون كورتيس
تشارلز غوردون كورتيس (بالإنجليزية: Charles Gordon Curtis)‏ هو محامي ومخترِع ومهندس أمريكي، ولد في 20 أبريل 1860 في بوسطن في الولايات المتحدة، وتوفي في 10 مارس 1953 في مقاطعة سوفولك في الولايات المتحدة.

## وصلات خارجية
- تشارلز غوردون كورتيس على موقع الموسوعة البريطانية (الإنجليزية)